# 图利阿唐库尔
图利阿唐库尔（法語：Toulis-et-Attencourt）是法国皮卡第大区埃纳省的一个市镇，属于拉昂区马尔勒县。该市镇2009年时的人口为128人。

## 人口
图利阿唐库尔人口变化图示
| 数据来源：INSEE |